# B01K
B01K（びー ぜろいちケー）とは、京セラがKDDIおよび沖縄セルラー電話のauブランド向けに提供したCDMA 1X対応の携帯電話。

## 概要
2004年12月に発売された既存のA1403Kをベースにバッテリーを大容量化し、法人向けに開発された。なお本機は法人のほか、個人ユーザーも入手する事が可能だった。

## 沿革
- 2006年3月6日 - KDDIより公式発表。
- 2006年3月下旬 - 全国にて一斉発売。
- 2007年3月 - 販売終了。